# Cyphon exiguus
Cyphon exiguus är en skalbaggsart som beskrevs av Horn. Cyphon exiguus ingår i släktet Cyphon och familjen mjukbaggar. Inga underarter finns listade i Catalogue of Life.